# ヴァシリッサ・オルガ (駆逐艦)
ヴァシリッサ・オルガ（ギリシャ語:Βασίλισσα Όλγα）は、ギリシャ海軍の駆逐艦。ヴァシレフス・ゲオルギオス級。

## 艦歴
ヴァシレフス・ゲオルギオス級2隻は1937年1月29日にイギリスのヤーロー社に発注された。1937年2月起工。1938年6月2日進水。1939年2月4日就役。兵装工事はギリシャで実施された。
1940年8月15日に巡洋艦「エリ」がティノス島でイタリア潜水艦に撃沈されると、ヴァシレフス・ゲオルギオス級2隻はティノス島にあった船舶を本土へ移す任務に従事した。
イタリアがギリシャへ侵攻すると、敵補給路攻撃や船団護衛などに従事した。1940年11月14-15日には「ヴァシリッサ・オルガ」を含むギリシャ駆逐艦4隻がオトラント海峡へ出撃したが、敵を見なかった。また、1941年1月5-6日には「ヴァシリッサ・オルガ」など5隻のギリシャ駆逐艦がヴァロナ近くの場所へ艦砲射撃を行った。1941年3月1日、ヴァシレフス・ゲオルギオス級2隻は金塊の本土からクレタ島への輸送に従事。
4月、ドイツ軍がギリシャに侵攻。ヴァシレフス・ゲオルギオス級2隻はギリシャ・エジプト間の船団護衛に従事した。4月22日に「ヴァシリッサ・オルガ」は海軍総司令官などとともにクレタ島へ逃れた。
以後、地中海や紅海、アラビア海で護衛任務に従事。
1941年10月9日には「ヴァシリッサ・オルガ」は地中海を離れてカルカッタへ向かい、1942年1月5日までかけて同地で後部魚雷発射管の3インチ高角砲への取り換え、爆雷装備強化のためのY砲撤去、128型アスディック装備等がなされた。
1942年3月26日、「ヴァシリッサ・オルガ」と駆逐艦「ジャガー」、対潜トローラー「Klo」が給油艦「スラヴォル (Slavol)」を護衛してトブルクへ向かっていたところ、ドイツ潜水艦「U652」の攻撃を受けて「ジャガー」が撃沈された。「ヴァシリッサ・オルガ」は「ジャガー」の生存者を救助したが、その間に「スラヴォル」もドイツ潜水艦「U205」によって撃沈されてしまった。
5月初め、船団護衛中に触礁して推進器が損傷した。
12月15日、「ヴァシリッサ・オルガ」と駆逐艦「ペタード」はマルタ南方でイタリア潜水艦「ウアルシエク (Uarsciek)」を捕獲したが、同艦は曳航中に沈没した。
1943年1月18-19日の夜、「ヴァシリッサ・オルガ」と駆逐艦「ヌビアン」、「パケナム」はケルケナ・バンクで報告された敵を捜索。19日にイタリア船「Stromboli」（475トン）を発見して沈めた。
2月、中東からオーストラリアへ第9師団を戻すパンフレット (Pamphlet) 船団（「クイーン・メリー」、「イル・ド・フランス」他）が運航され、「ヴァシリッサ・オルガ」など6隻の駆逐艦がソコトラ島まで対潜護衛を務めた。
6月1日、タラントからメッシーナへ向かう船団があるとの情報に基づき、「ヴァシリッサ・オルガ」と駆逐艦「ジャーヴィス」はマルタから出撃。6月2日、スパルティヴェント岬（Cape Spartivento）沖で「Vragnizza」（1513トン）、「Postumia」（595トン）および護衛の「カストーレ」からなる船団を攻撃して「カストーレ」を沈め、他2隻を損傷させた。または、護衛は「カストーレ」と小型の護衛艦「X137」で、「カストーレ」は擱座し、他3隻は沈没。
「ヴァシリッサ・オルガ」はハスキー作戦（シチリア島侵攻）に参加してカターニア砲撃も行い、続いてサレルノ上陸作戦に参加。
それからドデカネス諸島で活動。9月18日、「ヴァシリッサ・オルガ」と駆逐艦「エクリプス」、「フォークナー」はスタンパリア島沖で「Pluto」（3830トン）、「Paula」（3754トン）と護衛の駆潜艇「UJ2104」からなる船団を攻撃して「Pluto」と「Paula」を沈めた。また、「UJ2104」は擱座した。9月26日、「ヴァシリッサ・オルガ」はレロス島でドイツ軍第1教導航空団のJu88によって撃沈され、艦長のM. Blessasを含め72名が戦死した。